# سانتياغو ديل تيدي
بلدية سانتياغو ديل تيدي (بالإسبانية: Santiago del Teide) هي بلدية تقع في مقاطعة سانتا كروث دي تينيريفه التابعة لمنطقة جزر الكناري جنوب غرب إسبانيا.

## الديموغرافيا
بلغ عدد سكان بلدية سانتياغو ديل تيدي 12.274 نسمة عام 2011 (وفقاً للمعهد الوطني للإحصاء الإسباني).
| 7.506 | 8.454 | 10.113 | 11.212 | 11.493 | 12.050 | 12.274 |